# 贏家的詛咒
贏家的詛咒（英語：Winner's curse）或稱贏家詛咒、贏者詛咒、贏者的詛咒，是在共同價值拍賣中可能出現的現象。所有競標者對相同的資產項目在事後具有相同的價值，但不同的人在事前會收到有關該價值的不同訊號，而競標成功者則是對該資產項目評估會高估或者多付的最樂觀競標者。此時競標成功者會有可能得到兩種「詛咒」情況其中之一：競標成功者的出價超過拍賣資產項目的價值，使競標成功者的絕對價值變得更糟；或者資產項目的價值將低於競標成功者的預期。因此，競標成功者可能會獲得淨收益，但會比預期的更糟。贏家的詛咒於1971年由三位美國大西洋里奇菲爾德公司的石油工程師卡潘（Capen）、克拉浦（Clapp）以及坎貝爾（Campbell）首次提出。

## 相關用途
在統計學中，贏家的詛咒也用於表示均值回歸現象，特別是在全基因组关联分析和流行病学中。